# 德米特里·马里亚诺夫
德米特里·尤里耶维奇·马里亚诺夫（俄语：Дми́трий Ю́рьевич Марья́нов，1969年12月1日—2017年10月15日）是苏联和俄罗斯戏剧与电影演员、电视主持人。

## 生平和事业
德米特里·马里亚诺夫1969年12月1日出生于莫斯科。父亲尤里·格奥尔基耶维奇·马尔亚诺夫是车库设备专家，曾任职于苏联交通部。母亲柳德米拉·罗曼诺夫娜·利多娃（2006年去世），曾任青年近卫军出版社会计。哥哥米哈伊尔（1966年出生），从事烟火特效工作。童年时参加戏剧学校，学习舞蹈、游泳、桑搏、足球、体操和拳击。
七年级时转入莫斯科青年剧院附属第123戏剧学校。开始接触霹雳舞和杂技。
玛里亚诺夫瓦的银幕处女作是列里·费多索夫执导的青年电影《你不在那里》（敖德萨电影制片厂，1986）。随后在苏联儿童音乐电视电影《彩虹之上》（1986）中饰演主角阿利克·拉杜加。
在苏联空军部队服役期间，于特维尔州上沃洛乔克军事单位74326担任黑匣子解码员。
1988年在埃利达尔·梁赞诺夫执导的青年剧情片《青春禁忌游戏》中饰演帕沙，1991年在瓦列里·托多罗夫斯基执导的爱情片《爱情》中饰演瓦季姆，这些角色奠定了他作为新一代明星的地位。
1992年毕业于鲍里斯·舒金戏剧学院表演系。求学期间参与学院附属实验剧团"博学猴"。毕业后加入伦科姆剧院，工作至2003年。
与莫斯科"Atelier"剧院（独立戏剧项目）合作。2003-2017年期间为莫斯科"Квартет И"剧院演员。
2004年在电视剧《战士》中饰演主角马克斯·帕拉丁。
2012年在谢尔盖·克鲁金执导的32集侦探剧《萨韦利耶夫调查员的私生活》中饰演重大案件侦查员尼古拉·瓦西里耶维奇·萨韦利耶夫。

## 奖项
- 1998年因在伦科姆剧院舞台剧《两个女人》中的角色获叶夫根尼·列昂诺夫慈善基金会奖。
- 2016年因在阿廖娜·兹万佐娃执导的电影《挪威人》中饰演谢尔盖·洛克捷夫获得第十八届全俄舒金斯基电影节（阿尔泰边疆区斯罗斯特基村皮克特山）最佳男配角奖[13]。